# Marguerite-D’Youville
Marguerite-D’Youville (do 12 lutego 2011 Lajemmerais) – regionalna gmina hrabstwa (MRC) w regionie administracyjnym Montérégie prowincji Quebec, w Kanadzie. Stolicą jest miejscowość Verchères. Składa się z 6 gmin: 3 miast, 2 gmin i 1 parafii.
Marguerite-D’Youville ma 74 416 mieszkańców. Język francuski jest językiem ojczystym dla 96,5%, angielski dla 1,6% mieszkańców (2011).